# Soledad de Graciano Sánchez
Soledad de Graciano Sánchez är en stad i centrala Mexiko, och är den näst största staden i delstaten San Luis Potosí. Staden ingår i San Luis Potosís storstadsområde och hade 231 396 invånare (2007), med totalt 243 037 invånare (2007) i hela kommunen på en yta av 284 km².